# Epacris curtisiae
Epacris curtisiae là một loài thực vật có hoa trong họ Thạch nam. Loài này được Jarman mô tả khoa học đầu tiên năm 1988.